# Ladoeiro
Ladoeiro es una freguesia portuguesa del concelho de Idanha-a-Nova, con 63,11 km² de superficie y  habitantes (2001). Su densidad de población es de 22,0 hab/km².

## Galería

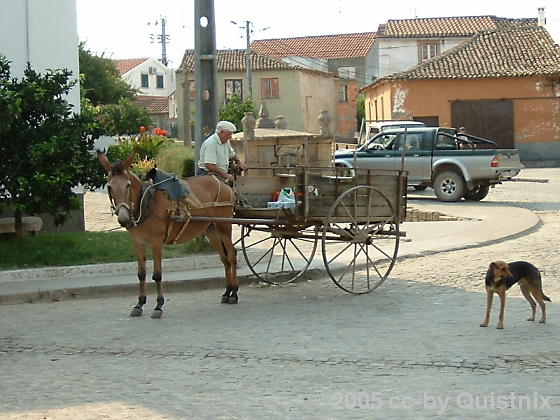